# Маньшин, Александр Петрович
Александр Петрович Маньшин (21 августа 1941, Москва — 23 апреля 2005, Москва) — советский футболист, полузащитник.

## Биография
Родился 21 августа 1941 года в Москве.
Воспитанник московского «Локомотива». В 1959 году впервые был включён в заявку основной команды клуба, но в первые годы крайне редко появлялся на поле. Дебютный матч за «Локомотив» в высшей лиге сыграл 25 июня 1960 года, выйдя на замену в игре против вильнюсского «Спартака». 26 ноября 1963 года забил свой первый гол в высшей лиге в ворота тбилисского «Динамо». В 1964 году, когда «Локомотив» выступал в первой лиге, игрок стал регулярно выходить на поле и стал вместе с командой победителем турнира. В 1966 году перешёл в «Крылья Советов» (Куйбышев), но не оправдал надежд и по окончании сезона покинул команду. Всего в высшей лиге за «Локомотив» и «Крылья Советов» сыграл 52 матча и забил 2 гола.
В дальнейшем играл в первой и второй лигах за «Локомотив» (Калуга), «Зенит» (Ижевск), «Локомотив» (Оренбург). С ижевским клубом в 1967 году стал победителем зонального турнира класса «Б».
Вызывался в олимпийскую сборную СССР.
Умер 23 апреля 2005 года в Москве.